# Trachyt
Trachyt patří mezi výlevné magmatické horniny, které neobsahují křemen nebo jej obsahují pouze v podružném množství. Z chemického hlediska je tedy pro trachyty charakteristický nižší obsah SiO2.
Trachyty bývají světlé, nejčastěji šedavé, nahnědlé nebo zelenavé. Mívají všesměrnou porfyrickou stavbu s jemnozrnnou až celistvou základní hmotou, která bývá na lomných plochách drsná. Porfyrické vyrostlice tvoří většinou živec.  U některých trachytů se vyskytuje i pórovitá nebo sklovitá stavba. 
Název horniny zavedl v roce 1822 R. J. Haüy.

## Složení

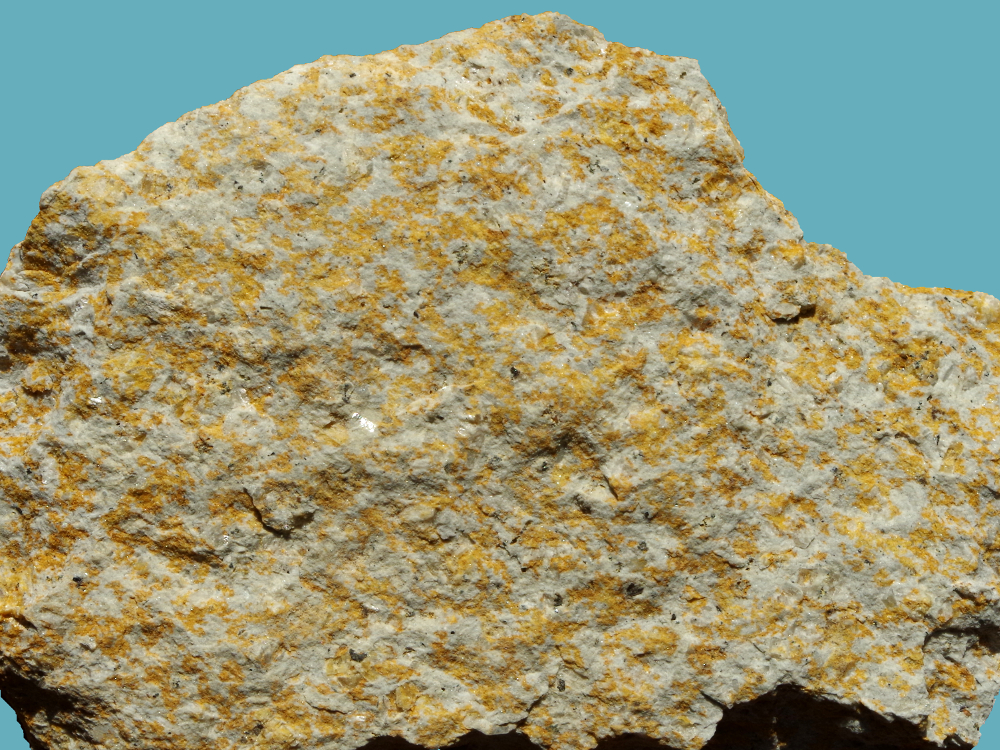
Trachyt (Špičák u Teplé)

Mineralogicky jsou tvořeny převážně živcem (převládají draselné živce nad plagioklasy), foidy (zástupci živců) - nefelínem, sodalitem a leucitem. Křemen je přítomen nanejvýš v podružném množství, spíše se vyskytuje tridymit. Z tmavých minerálů jsou přítomny převážně v akcesorickém množství augity, amfiboly a biotit. Amfiboly jsou často zkorodované a lemované sekundárními minerály magnetitem a pyroxeny. Trachyt je efuzivním ekvivalentem syenitu.

## Výskyt
Trachyty se vyskytují převážně v třetihorních a mladších vulkanitech: v římské vulkanické provincii, na ostrově Ischia a v Itálii. Recentní trachytické lávové proudy se nacházejí na Islandu, Azorských ostrovech a ve východní Africe. V Česku se často vyskytuje například v Českém středohoří.